# Probopyrus palaemoni
Probopyrus palaemoni là một loài chân đều trong họ Bopyridae. Loài này được Lemos de Castro & Brasil Lima miêu tả khoa học năm 1974.